# Marie Luise Kaschnitz

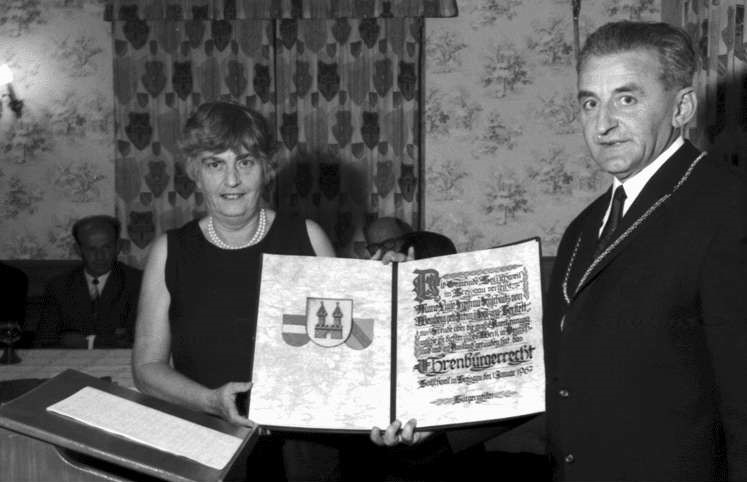
Marie Luise Kaschnitz (1967)

Marie Luise Kaschnitz (Karlsruhe, 31 januari 1901 – Rome, 10 oktober 1974) was een Duitse schrijfster en een der belangrijkste dichteressen uit het naoorlogse Duitsland.

## Leven
Marie Luise Kaschnitz, een dochter van Max von Holzing-Berstett (1867-1936) en van Else barones van Seldeneck (1875-1941), behoorde tot een generatie Duitse auteurs die in de jaren dertig hun literaire activiteiten aanvatten, en eensklaps geconfronteerd werden met de Tweede Wereldoorlog; de Trümmerliteratur-auteurs waren ofwel metafysische nihilisten, ofwel zochten ze hoop in hun geloof. Kaschnitz behoorde tot die laatste groep: de ruïnes van de Tweede Wereldoorlog vormden voor haar een aanleiding zich in beschouwingen over dood en eeuwigheid te verdiepen. Zij schreef vele gedichten en korte verhalen, met een psychologiserende teneur.
Kaschnitz werd geboren als Marie Luise von Holzing-Berslett, en nam de familienaam van haar echtgenoot, die 'von Kaschnitz-Weinberg' heette, gedeeltelijk over. Zij bracht haar jeugd in Berlijn door, en vervolgens in Potsdam, en met haar echtgenoot, die archeoloog was, zou ze vele reizen maken. Zij leerde in 1922 voor boekhandelaar in Weimar en vervolgens München, en werkte ook in een antiquariaat in Rome vanaf 1924. Na haar huwelijk met Guido von Kaschnitz-Weinberg in 1925 begon ze met haar echtgenoot te reizen, in het bijzonder door Italië en Turkije. Haar dichtbundel Totentanz und Gedichte zur Zeit beschrijft uitvoerig de vernietiging die de oorlog had aangericht, maar in latere werken besteedde ze veel aandacht aan zuiderse landschappen; Kaschnitz koos resoluut voor een terugkeer naar vormelijk uitgebalanceerde poëzie. Ze woonde tussen 1932 en 1937 in Königsberg, en tussen 1953 en 1958 in Rome. Kaschnitz doceerde op het eind van haar leven ook dichtkunst aan de universiteit. Ze ontving de Georg-Büchner-Preis in 1955 en de Pour le Mérite in 1967. Haar vroege poëzie is enigszins wijdlopig en vertoont invloed van Hölderlin. Vanaf de jaren zestig kwam ze onder invloed van Neruda, wat haar stijl ietwat bondiger maakte, zonder evenwel aan de thematiek te tornen.
Kaschnitz is vooral bezig met het onderscheid tussen de realiteit, met al haar lijden en spanningen, en de mogelijkheid dat er een alternatieve werkelijkheid in de vorm van de eeuwigheid bestaat. In het gedicht 'Nicht mutig', uit Kein Zauberspruch, drukt ze haar hoop op een hiernamaals uit vanuit haar eigen lafheid die haar ertoe verleidt. Dein Schweigen — meine Stimme is opgedragen aan haar overleden echtgenoot. Reizen en onderweg zijn is een belangrijk thema in haar werk; niet alleen was Kaschnitz zelf bereisd, het reizen fungeert tevens als metafoor voor de zoektocht naar het ware en echte, hetwelk zich in de natuur manifesteert. Kaschnitz schreef eveneens luisterspelen, waaronder Die Reise des Herrn Admet.
In 1970 ontving ze de Johann-Peter-Hebelprijs.

## Werken
- 1947 Totentanz und Gedichte zur Zeit
- 1952 Ewige Stadt
- 1955 Engelsbrücke
- 1956 Das Haus der Kindheit (autobiografisch)
- 1957 Neue Gedichte
- 1960 Die Reise des Herrn Admet
- 1962 Dein Schweigen — meine Stimme
- 1963 Wohin denn ich
- 1965 Ein Wort weiter
- 1965 Überallnie
- 1970 Steht noch dahin
- 1972 Kein Zauberspruch
- 1973 Orte
- 1975 Der alte Garten

- Biblioteca Nacional de España: XX1249709
- Bibliothèque nationale de France: cb12026134w (data)
- CiNii: DA01046867
- Gemeinsame Normdatei: 118560395
- International Standard Name Identifier: 0000 0003 6855 2074
- Library of Congress Control Number: n80046036
- Nationale Bibliotheek van Letland: 000060290
- MusicBrainz: c19f7c5a-a626-49d4-952c-2520a925e43f
- Bibliotheek van het Japanse parlement: 00445214
- Nationale Bibliotheek van Tsjechië: ola2001100280
- Nationale bibliotheek van Australië: 35260766
- Nationale Bibliotheek van Israël: 987007272464005171
- Nationale Bibliotheek van Polen: a0000002266823
- Nederlandse Thesaurus van Auteursnamen: 06930260X
- LIBRIS: 192986
- SNAC: w66979jb
- Système universitaire de documentation: 028423038
- Trove: 886803
- Virtual International Authority File: 46774699
- WorldCat: E39PBJw8XDBvmGPpTWCJfJH6Kd